# Farewell Show: Live in London
Farewell Show: Live in London es el sexto y último álbum en vivo de la banda británica de rock Delirious?. Fue grabado en Londres, Inglaterra el 29 de noviembre de 2009 y lanzado el 19 de abril de 2010.

## Lista de canciones

### DVD
1. "All This Time"
2. "Bliss"
3. "Solid Rock"
4. "Sanctify"
5. "Obsession"
6. "Rain Down"
7. "Deeper"
8. "Paint the Town Red"
9. "Inside Outside"
10. "Jesus' Blood"
11. "True Colors"
12. "Majesty"
13. "Our God Reigns"
14. "Investigate"
15. "History Maker"
16. "My Soul Sings"

### CD
1. "All This Time"
2. "Bliss"
3. "Solid Rock"
4. "Sanctify"
5. "Obsession"
6. "Rain Down"
7. "Deeper"
8. "Paint the Town Red"
9. "Inside Outside"
10. "Majesty"
11. "Our God Reigns"
12. "Investigate"
13. "History Maker"
14. "My Soul Sings"